# Fieberiella salacia
Fieberiella salacia är en insektsart som beskrevs av Dlabola 1965. Fieberiella salacia ingår i släktet Fieberiella och familjen dvärgstritar. Inga underarter finns listade i Catalogue of Life.